# Família Havenúnio
Havenúnio (em latim: Havenunius) ou Havenuni (em armênio/arménio: Հավնունի; romaniz.: Hawnuni) foi uma família nobre armênia (nacarares) que teve proeminência até o século VI, quando desaparece do registro histórico.

## Nome
Segundo Moisés de Corene, o nome da família deriva da palavra pássaro (հավ, haw), o que seria uma referência ao ofício que ocuparam.

## História
Para Moisés de Corene, os Havenúnios, junto dos Ziunacanos e Espandúnios, eram uma família de origem não-haíquida e os Havenúnios teriam recebido o ofício de mestre da falcoaria do mítico Valarsaces I, no tempo que a Armênia era pagã. Governaram o gavar homônimo na província de Airarate, na margem esquerda do Médio Araxes, a leste de Abélia. Presume-se que, como os Abelianos e Gabelianos, eram um ramo cadete dos Camsaracanos. No tempo do Emirado da Armênia, perderam sua propriedade e migraram à Vaspuracânia, onde são mencionados até o século X como vassalos dos Arzerúnios. A Lista de Trono (Գահնամակ, gahnamak) os menciona em 55.ª posição entre as casas nobres. A Lista Militar (Զորնամակ, Zōrnamak), o documento que indica a quantidade de cavaleiros que cada uma das famílias nobres devia ceder ao exército real em caso de convocação, afirma que podiam arregimentar 300 cavaleiros. De acordo com as atas do Segundo Concílio de Dúbio de 555, o príncipe Astuatsatur compareceu.